# إريكا أش
إريكا أش (بالإنجليزية: Erica Ash)‏ هي عارضة ومغنية وممثلة أمريكية، ولدت في 19 سبتمبر 1977 في الولايات المتحدة.

## أعمال

### أفلام
- (2013) فيلم مخيف 5

### مسلسلات
- كولد كيس

## وصلات خارجية
- إريكا أش على موقع IMDb (الإنجليزية)
- إريكا أش على موقع ألو سيني (الفرنسية)
- إريكا أش على موقع ميوزك برينز (الإنجليزية)
- إريكا أش على موقع أول موفي (الإنجليزية)
- إريكا أش على موقع قاعدة بيانات الأفلام السويدية (السويدية)
- إريكا أش على موقع قاعدة بيانات الفيلم (الإنجليزية)
- إريكا أش على موقع كينوبويسك (الروسية)